# Australische boeboekuil
De Australische boeboekuil (Ninox boobook) is een vogel uit de familie Strigidae (Echte uilen) genoemd, is een kleine bruine uil met een groot verspreidingsgebied binnen Australazië.

## Herkenning
Deze uil is 26 tot 36 cm lang en verschilt van de andere boeboekuilen in het verspreidingsgebied door zijn kleine formaat in combinatie met een typisch "gezicht". Hij heeft rondom de ogen een donkere vlek die weer is afgezet met een lichte rand. Vandaar de bijnaam masked owl. Verder is de kleur bruin maar sterk variabel binnen het grote gebied waarbinnen ook allerlei ondersoorten worden onderscheiden.

## Leefgebied en verspreiding
De Australische boeboekuil is niet kieskeurig in de keuze van zijn leefgebied. Allerlei landschappen variërende van regenwoud tot savanne, plantages, boomgaarden, parken, tuinen en bomen langs de straat, zijn geschikt. Het is in Australië de meest voorkomende uil.
Deze soort komt voor op de Leti-eilanden, zuidelijk Nieuw-Guinea en Australië en telt zeven ondersoorten:
- N. b. moae: Moa, Leti-eilanden en Romang (oostelijk van Timor).
- N. b. cinnamomina: Babar (oostelijk van Timor).
- N. b. pusilla: zuidelijk Nieuw-Guinea.
- N. b. ocellata: Savoe (Kleine Soenda-eilanden) en Australië (uitgezonderd de oostkust).
- N. b. halmaturina: Kangaroo Island (nabij zuidelijk Australië).
- N. b. lurida: noordoostelijk Queensland (noordoostelijk Australië).
- N. b. boobook: oostelijk tot het zuidelijke deel van Midden-Australië.

## Status
De grootte van de populatie is niet gekwantificeerd maar de soort wordt omschreven als wijdverspreid en algemeen voorkomend. Op de Rode lijst van de IUCN heeft deze soort de status niet bedreigd.